# شريانة
شريانة أحد مديريات مالقة في إسبانيا.